# 德維智羅斯
德維智羅斯總主教（D.Eugénio Trigueiros，OSA）是第4任天主教澳門教區主教、臥亞總主教。
1724年被委為天主教澳門教區輔理主教。1727年到澳，在聖奧斯定堂晉牧就職；後因與嘉素主教不睦，於1734年返回葡萄牙。
嘉素主教逝世後，德德維智羅斯主教於1738年回澳門就任主教一職。翌年，被委為臥亞總主教，但在赴任途中，沉船溺斃。